# Dragovac (miasto Požarevac)
Dragovac (cyr. Драговац) – wieś w Serbii, w okręgu braniczewskim, w mieście Požarevac. W 2011 roku liczyła 834 mieszkańców.